# HD 173936
HD 173936 är en ensam stjärna belägen i den mellersta delen av stjärnbilden Lyran. Den har en skenbar magnitud av ca 6,06 och är svagt synlig för blotta ögat där ljusföroreningar ej förekommer. Baserat på parallax enligt Gaia Data Release 2 på ca 3,6 mas, beräknas den befinna sig på ett avstånd på ca 900 ljusår (ca 276 parsek) från solen. Den rör sig närmare solen med en heliocentrisk radialhastighet på ca –19 km/s.

## Egenskaper
HD 173936 är en blå till vit stjärna i huvudserien av spektralklass B6 V. Den har en massa som är ca 4,6 solmassor, en radie som är ca 3,5 solradier och har ca 700 gånger solens utstrålning av energi från dess fotosfär vid en effektiv temperatur av ca 13 900 K.